# 錯叔繡
错叔绣（？—？），姬姓，名繡，谥文，又称滕叔绣，是周文王的庶十四子，被周武王封在滕，成為滕国第一代君主。
班固《汉书·地理志》则记载错叔绣是周懿王的儿子
，颜师古引用《左传》和《世本》的材料，认为班固的说法有问题。